# Santo Tomás del Norte
Santo Tomás del Norte é um município da Nicarágua, situado no departamento de Chinandega. Tem 40 km² de área e sua população em 2020 foi estimada em 8.427 habitantes.